# Orophodontidae
Los orofodóntidos (Orophodontidae) son una familia extinta de perezosos gigantes que vivieron en Sudamérica desde el Oligoceno superior hasta el Plioceno inferior. Junto con los Mylodontidae forman la superfamilia Mylodontoidea. Se trata de una familia pequeña pero claramente diferenciada.

## Clasificación
- Género Octodontobradys
- Género Octodontotherium
- Género Orophodon